# From Elvis in Memphis
From Elvis in Memphis är ett musikalbum av Elvis Presley släppt i juni 1969. Han spelade in albumet i januari och februari 1969, inte långt efter sin comeback 1968 då hans långvariga kontrakt med filmbolaget MGM hade löpt ut och han kunde börja ägna sig åt seriös musik på heltid igen. Att skivan spelades in i Memphis blev naturligt då det var Presleys hemstad, och sedan länge en musikaliskt viktig stad för country-, gospel- och soulmusik. Presley valde American Sound Studio som inspelningsplats.
Detta album blandar många stilar, pop, rock, soul, country och gospel, och ses ofta som ett av hans bättre album. "In the Ghetto" har kommit att bli en av hans allra mest kända låtar. Flera låtar som spelades in under sessionerna, men inte togs med på detta album, hamnade på det efterkommande albumet From Memphis to Vegas/From Vegas to Memphis. From Elvis in Memphis rankades av magasinet Rolling Stone som #190 på deras lista the 500 Greatest Albums of All Time.
Albumet släpptes i en utökad bonusversion 2000 med bland annat Billboardettan "Suspicious Minds". Också "Don't Cry Daddy" och "Kentucky Rain" spelades in samtidigt som låtarna på detta album, men gavs ut endast på singel. Även dessa återfinns på bonusutgåvan.
På omslaget till detta album poserar Elvis med en svensktillverkad Hagström Viking II.

## Låtlista

### Originalutgåvan 1969
| 1. | Wearin' That Loved On Look                                 | Dallas Frazier, A.L. Owens              | 13 januari 1969  | 2:41 |
| 2. | Only the Strong Survive                                    | Jerry Butler, Kenny Gamble, Leon Huff   | 19 februari 1969 | 2:45 |
| 3. | I'll Hold You in My Heart (Till I Can Hold You in My Arms) | Eddy Arnold, Thomas Dilbeck, Hal Horton | 22 januari 1969  | 4:31 |
| 4. | Long Black Limousine                                       | Bobby George, Vern Stovall              | 13 januari 1969  | 3:41 |
| 5. | It Keeps Right On A-Hurtin'                                | Johnny Tillotson                        | 20 februari 1969 | 2:35 |
| 6. | I'm Movin' On                                              | Hank Snow                               | 14 januari 1969  | 2:50 |

| 1.           | Power of My Love                   | Bernie Baum, Bill Giant, Florence Kaye | 18 februari, 1969 | 2:35  |
| 2.           | Gentle on My Mind                  | John Hartford                          | 14 januari 1969   | 3:20  |
| 3.           | After Loving You                   | Johnny Lantz, Eddie Miller             | 18 februari 1969  | 3:05  |
| 4.           | True Love Travels on a Gravel Road | Dallas Frazier, Arthur Leo Owens       | 17 februari 1969  | 2:37  |
| 5.           | Any Day Now                        | Burt Bacharach, Bob Hilliard           | 20 februari 1969  | 2:55  |
| 6.           | In the Ghetto                      | Mac Davis                              | 20 januari 1969   | 2:44  |
| Total längd: | Total längd:                       | Total längd:                           | Total längd:      | 36:19 |

## Listplaceringar
| Lista (1969)   | Position            |
| -------------- | ------------------- |
| Finland        | 8                   |
| Frankrike      | 9                   |
| Kanada         | 10 (RPM)            |
| Nederländerna  | 10                  |
| Norge          | 1 (VG-lista)        |
| Storbritannien | 1 (UK Albums Chart) |
| Sverige        | 8* (Kvällstoppen)   |
| USA            | 13 (Billboard 200)  |
| Västtyskland   | 14                  |